# Sceloporus malachiticus
Sceloporus malachiticus is een kleine hagedis in de Phrynosomatidae familie.

## Naam en indeling
De wetenschappelijke naam van de soort werd voor het eerst voorgesteld door Edward Drinker Cope in 1864. Later werd de wetenschappelijke naam Sceloporus formosus malachiticus gebruikt.
De in 2018 beschreven soorten Sceloporus esperanzae en Sceloporus hondurensis stonden lange tijd bekend onder de naam Sceloporus malachiticus. Er worden tegenwoordig geen ondersoorten erkend.

## Uiterlijke kenmerken
Sceloporus malachiticus heeft een lengte van twaalf tot negentien centimeter inclusief de staart. De staart is relatief kort en beslaat ongeveer de helft van de totale lichaamslengte. De lichaamskleur is smaragdgroen, maar bij lagere temperaturen kleuren de dieren donkerder naar bruin tot bijna zwart.
Het gehele geslacht vertoont een tamelijk uniforme bouw; een korte gedrongen kop, een rond gedrongen lichaam, goed ontwikkelde poten met lange tenen en nagels en een stekelige beschubbing. De schubben zijn gekield en overlappen elkaar sterk. Een mannetje is goed te onderscheiden van het vrouwtje, deze heeft een groene gloed en een gekleurde buik.

## Levenswijze
De hagedis is overdag actief en is een typische boombewoner. Sceloporus malachiticus wordt vaak zonnend aangetroffen op muren en palen en valt hier door de groene kleur goed op. De hagedis is eierlevendbarend, de jongen komen levend ter wereld en niet in een ei.

## Verspreiding en habitat
Mondiaal gesteld strekt het verspreidingsgebied van het geslacht van de stekelleguanen zich uit van Centraal-Amerika tot en met de zuidelijke staten van Noord-Amerika. Met name Mexico is een land waar ze veelvuldig voorkomen. Hier alleen al zijn 53 soorten, exclusief 38 subsoorten geregistreerd. Sceloporus malachiticus komt hier slechts in 3 van de 31 provincies voor. Het verspreidingsgebied beslaat de landen Antigua en Barbuda, Costa Rica, El Salvador, Guatemala, Nicaragua en Panama.
Er is een hoge tolerantie voor streken die door de mens zijn aangepast, zoals koffieplantages, huizen, daken met dakpannen, steenhopen, muren en hekken. De hagedis is veel in tuinen en parken te vinden. De soort is aangetroffen op een hoogte van ongeveer 146 tot 3800 meter boven zeeniveau.

## Beschermingsstatus
Door de internationale natuurbeschermingsorganisatie IUCN is de beschermingsstatus 'veilig' toegewezen (Least Concern of LC).